# Quédillac
Quédillac (auf Gallo „Qedilhac“, auf Bretonisch „Kedilieg“) ist eine französische Gemeinde in der Bretagne. Sie gehört zum Département Ille-et-Vilaine, zum Arrondissement Rennes und zum Kanton Montauban-de-Bretagne.

## Geographie
Umgeben ist Quédillac im Norden an Saint-Jouan-de-l’Isle und La Chapelle-Blanche, im Osten an Médréac, im Südosten an Montauban-de-Bretagne, im Süden an Le Crouais, im Südwesten an Saint-Méen-le-Grand und im Westen an Plumaugat.

## Bevölkerungsentwicklung
| Jahr      | 1800 | 1841 | 1881 | 1911 | 1921 | 1931 | 1946 | 1962 | 1975 | 1999 | 2011 | 2020 |
| --------- | ---- | ---- | ---- | ---- | ---- | ---- | ---- | ---- | ---- | ---- | ---- | ---- |
| Einwohner | 1674 | 1525 | 1746 | 1608 | 1405 | 1516 | 1220 | 1222 | 1046 | 966  | 1151 | 1218 |

## Verkehr
Quédillac liegt an der Bahnstrecke Paris–Brest und an der Route nationale 12.

## Sehenswürdigkeiten
- Kirche Saint-Pierre
- Taufbecken aus dem 16. Jahrhundert in der Kirche St-Pierre
- Bahnhof von Quédillac, eröffnet 1863

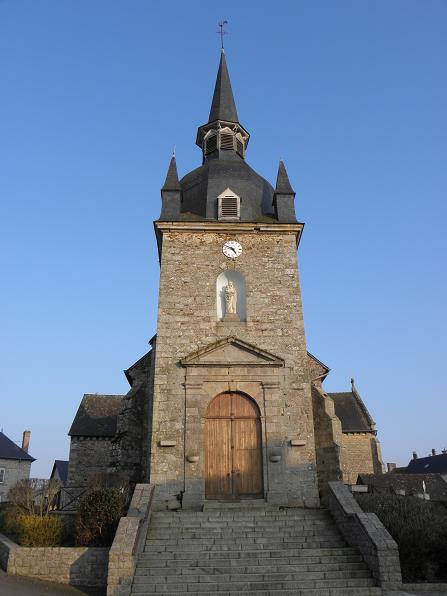
Kirche Saint-Pierre
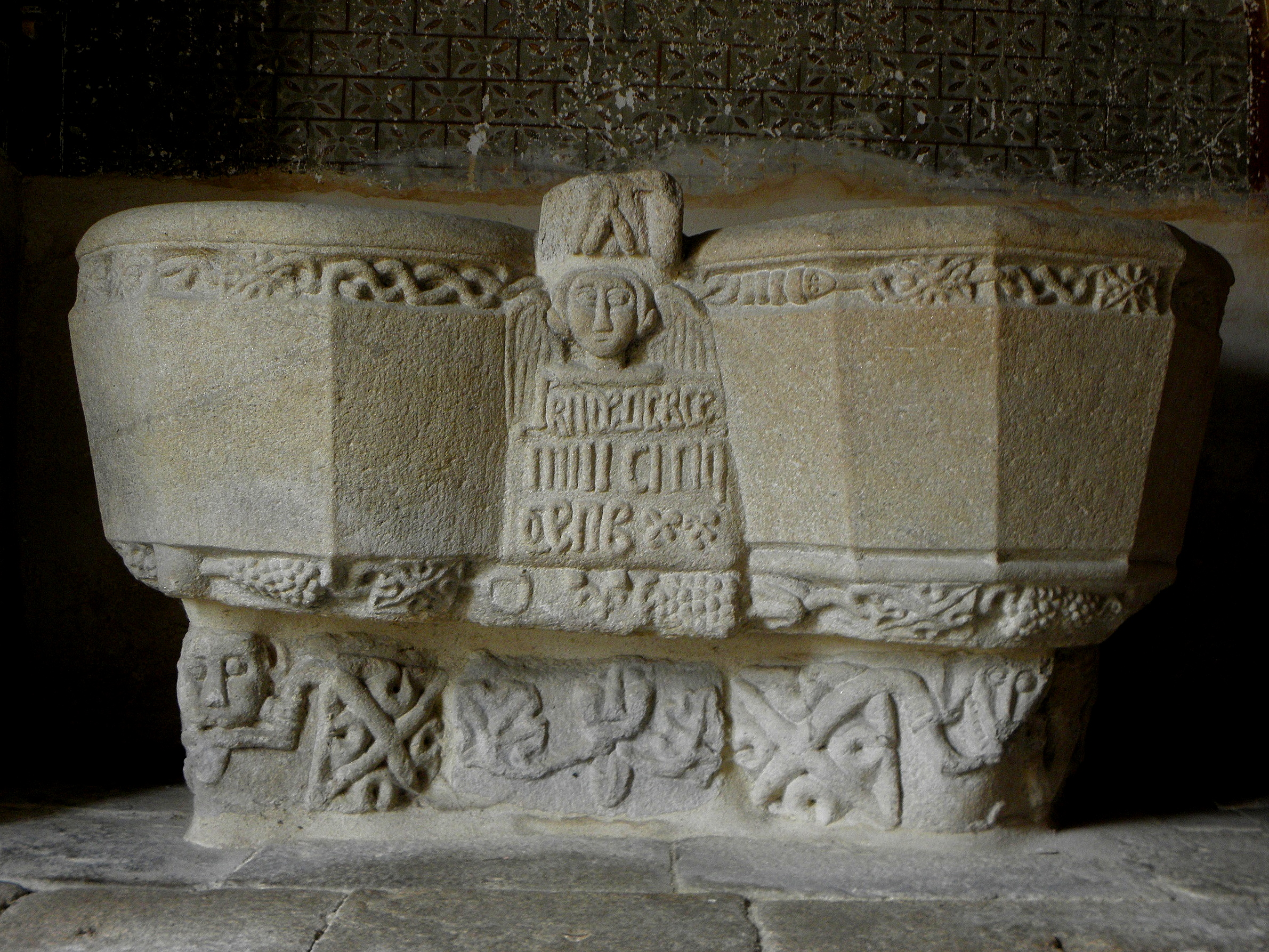
Taufbecken
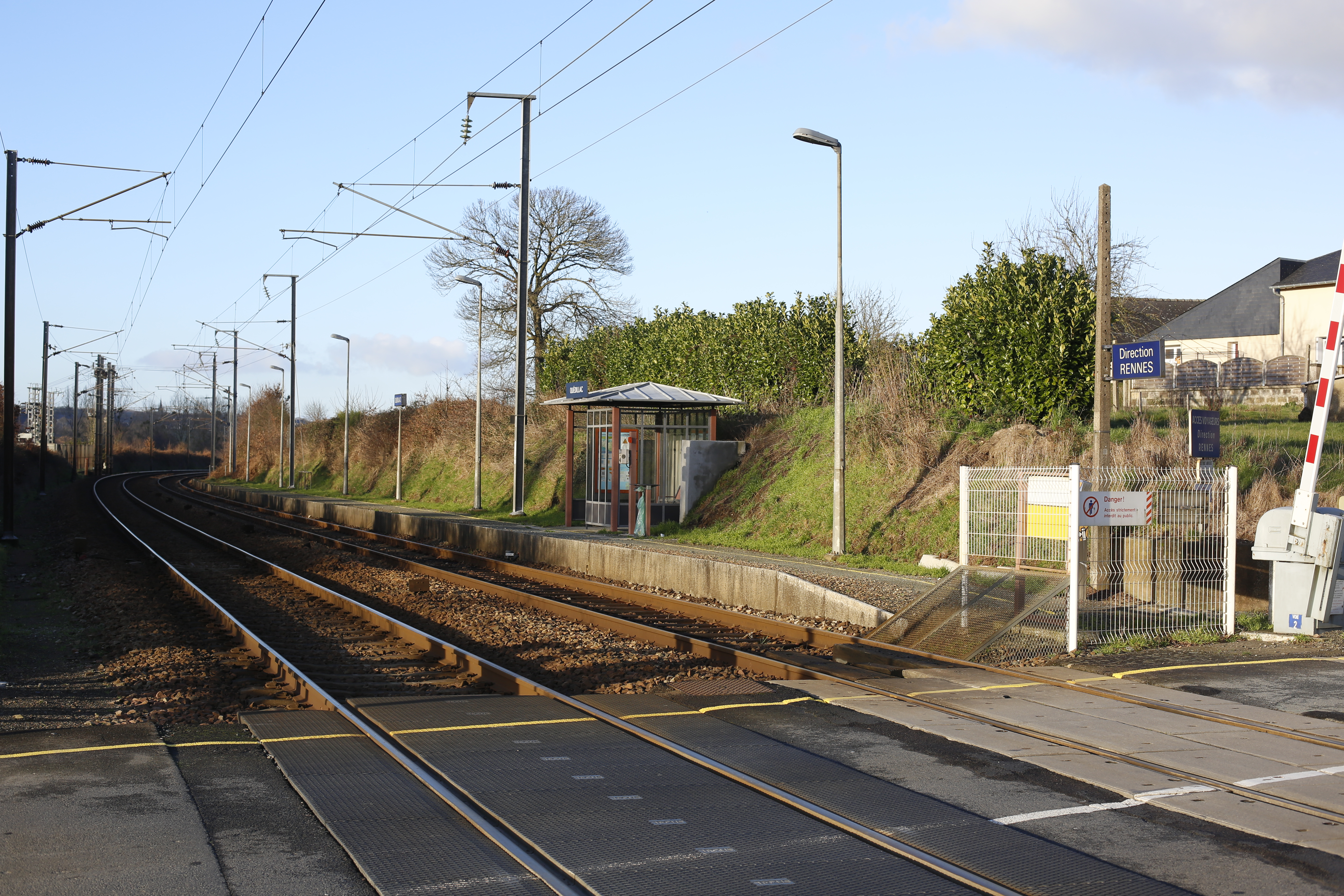
Bahnhof